# The Myth of Matriarchal Prehistory
The Myth of Matriarchal Prehistory: Why An Invented Past Will Not Give Women a Future (en español: El mito de la prehistoria matriarcal: por qué un pasado inventado no le dará a las mujeres un futuro) es un libro de Cynthia Eller publicado en el año 2000 que busca deconstruir la teoría de un prehistórico matriarcado. Aquella hipótesis de desarrollo de un matriarcado prehistórico, fue comenzada en la década de los 1970, durante la segunda ola del feminismo, siguiendo a Marija Gimbutas. En cambio, Cynthia Eller, profesora de estudios religiosos en la "Claremont Graduate University", argumenta en el libro que esa teoría es errónea y que su defensa continua es perjudicial para la agenda feminista.

## Tesis
Eller se propuso refutar lo que ella describe como "matriarcalismo feminista" como una "mentira ennoblecedora". Argumentó que las conjeturas de la arqueóloga Marija Gimbutas (a quien Eller consideraba de la rama feminista de su campo) son erradas y fundaron el concepto de "mito de la prehistoria matriarcal" a finales del siglo veinte. Así, cuestionó si los hallazgos arqueológicos de Gimbutas apoyaron adecuadamente la afirmación de que esas sociedades eran matriarcales o matrifocales. Argumentó que no se conocen culturas en las que se ignore el patriarcado; y, que el estatus sagrado de las diosas no aumenta automáticamente el estatus social femenino. Eller concluyó que "inventar" edades prehistóricas en donde idílicamente, mujeres y hombres vivían en armonía e igualdad "es un fraude y una carga que las feministas no necesitan, y no deben soportar". En su opinión, el "mito matriarcal" empaña al movimiento feminista al dejarlo abierto a las acusaciones reales, de "vacuidad e irrelevancia que no podemos permitirnos tolerar".

## Críticas
El libro de Eller ha sido criticado por la historiadora feminista Max Dashu por "caracterizar erróneamente" las teorías de Gimbutas, y otros antropólogos claves, y por calificarlas de "matriarcales" a pesar de que la mayoría de aquellos estudiosos rechazan las ideas de matriarcado (gobernación femenina) a favor de las sociedades matrifocales o matrilineales. Dashu escribió que Eller "no hace distinción entre los estudios académicos, en una amplia gama de campos y expresiones del movimiento creciente de la Diosa, incluidas novelas, visitas guiadas, empresas impulsadas por el mercado. Todos, combinados en un "mito" monolítico, sin ningún tipo de historia fundante."

## Ediciones
- The Myth of Matriarchal Prehistory: Why An Invented Past Will Not Give Women a Future, Beacon Press (2000), ISBN 978-0-8070-6792-5.